# حمیدالله نیازمند
حمیدالله نیازمند عضو گروه طالبان که در سال ۱۳۷۴ برای مدتی والی ولایت نیمروز بود. وی چون با آداب و رسوم منطقه آشنا بود به رسوم احترام میگذاشت و چون تحصیل کرده پاکستان بود زبان اردو را زبان رسمی ولایت نیمروز خواند.